# Галлуа, Пьер-Мари
Пьер-Мари Галлуа (фр. Pierre Marie Gallois; 29 июня 1911, Турин, Италия — 24 августа 2010, Париж) — французский геополитик, бригадный генерал ВВС Франции, специалист в области ядерного оружия, профессор, автор ряда монографий по международным отношениям и геополитике. Сыграл важную роль в создании французского ядерного арсенала. Считается «отцом французской атомной бомбы».

## Биография
Родился в Турине во время путешествия родителей по Италии. Обучался в парижском Лицее Жансон-де-Сайи, затем в военном училище в Версале. В 1936 году стал вторым лейтенантом ВВС, в том же году произведен в лейтенанты. В 1939 году переведен в Генеральный штаб 5-го воздушного района в Алжире.
Участник Второй мировой войны. В 1943 году Галлуа добрался до Великобритании и присоединился к французским ВВС, летал на тяжёлых бомбардировщиков. Принимал участие в рейдах против немецкой промышленности до марта 1945 года.
После окончания войны работал в гражданской авиации, участвовал в конференциях Международной организации гражданской авиации. В 1948 году вернулся на военную службу в ВВС Франции, был помощником начальника штаба Армейской авиации (Armée de l’air). Специалист по оборудованию и производству, автор пятилетнего плана авиационного производства, который был принят парламентом в августе 1950 года. Принимал участие в дискуссиях об использовании помощи США в Западной Европе.
С 1953 по 1954 год полковник Галлуа работал в министерстве обороны Франции и Верховном штабе Союзных держав Европы. Занимался стратегическими проблемами результатов применения оружия массового уничтожения в современных условиях. С 1953 года он проводил кампанию за создание оружия французского ядерного сдерживания.
Уволился из армии в 1957 году.
Сотрудник Фонда стратегических исследований Франции. Был противником заключения Договора о введении Конституции для Европы. Как сторонник суверенизма вошёл в список Жан-Пьера Шевенмана «Другая политика» на европейских выборах 1994 года. Являлся убежденным сторонником Сербии во время столкновений на Балканах и одним из главных критиков НАТО и роли НАТО в югославском кризисе. В связи с этим его очень уважали и уважают в Сербии. Был избран членом Сербской академии наук и искусств.
Считается классиком современной геополитики. Был последовательным сторонником и советником Ш. де Голля, одним из четырёх лиц, которые стояли у истоков решения о создании независимого французского ядерного потенциала. Именно благодаря ему Франция вышла из военных структур НАТО .

## Избранные публикации
- 1957 : L’Europe au défi, Plon
- 1960 : Stratégie de l'âge nucléaire, Calman-Lévy
- 1961 : L’Alliance atlantique, Berger-Levrault
- 1961 : Balance of terror, Houghton and Miffin, New York
- 1962 : Europas Shutz, Condor Verlag
- 1967 : Paradoxes de la paix, Presse du Temps Présent
- 1972 : L’Europe change de maître, L’Herne
- 1975 : La Grande Berne, Plon
- 1976 : L’Adieu aux armées, Albin Michel
- 1977 : Le Renoncement, Plon
- 1985 : La Guerre des cent secondes, Fayard
- 1990 : Géopolitique, les voies de la puissance, Plon
- 1992 : Geopolitica, los caminos del poder, Éditions Ejércitos, Madrid
- 1994 : Livre noir sur la défense, Plon
- 1995 : Le Sang du pétrole — tome I : Irak — tome II : Bosnie, L'Âge d’Homme
- 1995 : Le Soleil d’Allah aveugle l’Occident, L'Âge d’Homme
- 1999 : Le Sablier du siècle, L'Âge d’Homme
- 1999 : La France sort-elle de l’Histoire ?, L'Âge d’Homme
- 2001 : Le Réquisitoire, L'Âge d’Homme
- 2001 : Écrits de guerre, L'Âge d’Homme
- 2001 : Mémoires des ondes, L'Âge d’Homme
- 2001 : Le Consentement fatal, Éditions Textuel
- 2002 : L’Année du terrorisme, L'Âge d’Homme
- 2002 : Devoir de vérité, Le Cerf
- 2003 : L’Année des fiascos, L'Âge d’Homme
- 2004 : L’Heure fatale de l’Occident, L'Âge d’Homme
- 2005 : Vichy — Alger — Londres, L'Âge d’Homme
- 2007 : Manifeste pour une Europe des peuples